# Рентгенівська спектроскопія
Рентге́нівська спектроскопі́я — загальна назва декількох методів рентгенівського спектрального аналізу. На основі деяких з них проводять елементний аналіз речовини за її рентгенівськими спектрами.
Якісний аналіз виконують за спектральним положенням характеристичних ліній у спектрі випромінювання досліджуваного зразка, його основа — закон Мозлі, що встановлює зв'язок між частотою характеристичного рентгенівського випромінювання елемента і його атомним номером; кількісний аналіз здійснюють за інтенсивностями цих ліній. Методом рентгенівського спектрального аналізу можуть бути визначені всі елементи з атомним номером Z > 11 (у деяких випадках і більш легкі). Поріг чутливості методу в більшості випадків 10-2-10-4%, тривалість — декілька хвилин (разом з підготовкою проби); метод не руйнує пробу.

## Аналіз за флюоресцентним випромінюванням
Найпоширеніший вид методу — аналіз складу матеріалів за їх флуоресцентним рентгенівським випромінюванням — виконується за відносною інтенсивністю ліній, яка вимірюється з високою точністю рентгенівською спектральною апаратурою. На основі загальної теорії аналізу розроблено декілька окремих методів. За відсутності в пробі елементів, що заважають, застосовують метод зовнішнього стандарту вимірюють інтенсивність аналітичної лінії і за допомогою аналітичного графіка зразка відомого складу (стандарту)  знаходять концентрацію досліджуваного елементу в пробі. Для багатокомпонентних проб застосовують метод внутрішнього стандарту, в якому ординатою аналітичного графіка служить відношення інтенсивностей визначуваного елементу і внутрішнього стандарту, — доданого в пробу в певній концентрації елементу, сусіднього в періодичній системі елементів з визначуваним. Іноді застосовують метод добавок в пробу визначуваного елементу або наповнювача у відомій кількості. Зі зміною інтенсивності аналітичної лінії можна визначити й початкову концентрацію елементу.

## Рентгенівський мікроаналіз
Особливий інтерес викликає метод рентгенівського мікроаналізу (електронно-зондовий мікроаналіз), який виконують за допомогою електронно-зондового мікроаналізатора по рентгенівському спектру досліджуваної ділянки. Цей метод є комбінацією рентгеноспектрального аналізу і растрової електронної мікроскопії. Він знаходить застосування там, де потрібно визначити склад зразка в мікрооб'ємах або його топографію.
При цьому можна вирішувати наступні завдання: дослідження поверхні зламу; якісний і кількісний аналіз хімічного складу для ідентифікації різних фаз включень; аналіз розподілу елементів, включаючи дослідження дифузійних зон; визначення товщини шарів; виявлення феромагнітних і ферроелектричних доменів і тому подібне.
У цьому методі тонко сфокусований електронний промінь потрапляє на поверхню досліджуваного зразка, при цьому відбувається взаємодія електронів зі зразком. В результаті такої взаємодії виникають різні сигнали, що містять певну інформацію про зразок. До числа цих сигналів належить рентгенівське випромінювання, а також вторинні, відбиті й поглинені електрони, оже-електрони, катодолюмінесценція (виникає під час збудження люмінофора електронним пучком).
Новим кроком у розвитку спектроскопії є відкриття вчених з Університету Огайо, Аргонської національної лабораторії та Університету Іллінойсу в Чикаго, які в 2023 році, вперше в світі, отримали перший рентгенівський знімок окремого атома та за допомогою рентгенівських променів визначили типи матеріалів у зразку. На сьогодні найменша кількість атомів, яку можна просканувати за допомогою рентгенівського випромінювання, становила близько 10 000. Це пов'язано з тим, що рентгенівський сигнал, створюваний атомом, надзвичайно слабкий. Атоми можна візуалізувати за допомогою скануючих зондових мікроскопів, але без рентгенівських променів неможливо сказати, з чого вони складаються. Саме з цієї причини дане відкриття, коли вдалося точно визначити тип конкретного атома й одночасно виміряти його хімічний стан, вважається проривом. Розуміння хімічного стану окремих атомів надасть змогу краще маніпулювати ними всередині різних матеріалів.